# Lac Newfound

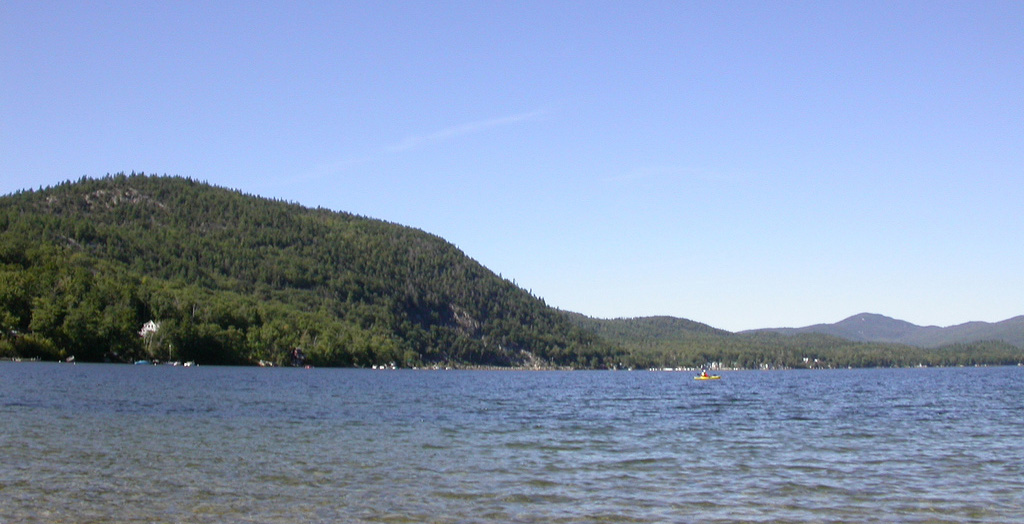

Le Lac Newfound est situé dans le comté de Grafton dans l'État du New Hampshire aux États-Unis. Il est situé dans la région des lacs au centre de l'État à une cinquantaine de kilomètres au nord de la capitale Concord.
Il baigne les municipalités riveraine de Alexandria, Bridgewater, Bristol et Hébron. 
Sa superficie de 18 km2 le place derrière le lac Winnipesaukee et le lac Squam parmi les lacs entièrement situés dans le New Hampshire, et le quatrième dans l'ensemble de l'État en comptant le lac Umbagog à la frontière avec le Maine. Le lac Newfound possède 35 km de rivage. Le lac mesure environ 4 km de largeur et 10 km de longueur. La profondeur maximale est de 56 mètres. Il est alimenté par les rivières Fowler et Cockermouth. Son émissaire est la rivière Newfound qui traverse le village de Bristol.

## Source
- (en) Cet article est partiellement ou en totalité issu de l’article de Wikipédia en anglais intitulé « Newfound Lake » (voir la liste des auteurs).